# Lewis Richard Farnell
Lewis Richard Farnell, född 1856 i Salisbury, död 1934, var en brittisk klassisk arkeolog och religionshistoriker.
Farnell var rektor för Exeter College i Oxford 1913-28 och universitetets vicekansler 1920-23. Han utgav bland annat The Cults of the Greek States (5 band, 1896-1909), Greece and Babylon (1911), The Higher Aspect of Greek Religion (1912, ny upplaga 1927), Greek Hero Cults (1921), samt en översättning av Pindaros med kommentarer.